# Kanji Yoshikai
Kanji Yoshikai (吉開寛二, Yoshikai Kanji), né en 1973 dans la préfecture de Kumamoto (Japon), est un mangaka japonais. 
Il est l'auteur de Omoide no aji-Tairiku shokudô, un manga consacré à la cuisine traditionnelle japonaise (dont il est un fin connaisseur), et, en tant que dessinateur, de Tajikarao, l'esprit de mon village (publié chez Delcourt), en collaboration avec Jinpachi Môri (au scénario).